# 斯波爾丁半島
74°26′S 116°0′W / 74.433°S 116.000°W
斯波爾丁半島（英語：Spaulding Peninsula）是南極洲的半島，位於瑪麗伯德地，處於馬丁半島以西，長13公里，美國地質調查局根據測量和該國海軍的空中照片繪入地圖，現時由南極條約體系管理。